# 민형기
민형기(閔亨基, 1949년 12월 6일 ~ )는 대전에서 태어난 판사 출신의 법조인으로 헌법재판소 재판관을 역임하였다. 본적지는 충북 옥천군 이원면이다. 공직자나 사회 지도층에 대한 무죄율이 상승한 것에 대해 민형기는 서울중앙지방법원에서 형사수석부장판사로 재직할 때 "온정주의적 판결이 오히려 처벌에 대한 내성을 키운 결과를 초래한 것이 사실"이라며 "증거에 약간이라도 의심이 들면 배척하는 대신 유죄로 입증되면 형벌권을 엄정하게 행사하고 있다”고 말했다.

## 학력
- ~ 1968년 : 대전고등학교 졸업
- ~ 1972년 : 서울대학교 법과대학 졸업

## 경력
- 1974년 : 제16회 사법시험 합격
- 1976년 : 서울지방법원 남부지원 판사
- 1978년 : 서울형사지방법원 판사
- 1980년 : 서울민사지방법원 판사
- 1981년 : 대전지방법원 판사
- 1983년 : 서울지방법원 북부지원 판사
- 1986년 : 서울고등법원 판사 겸 법원행정처 송무심의관
- 1989년 : 대법원 재판연구관
- 1991년 : 청주지방법원 부장판사
- 1992년 : 사법연수원 교수
- 1995년 : 서울지방법원 형사합의21부 부장판사
- 1998년 : 대전지방법원 부장판사
- 1998년 : 대전지방법원 수석부장판사
- 2003년 8월 : 서울지방법원 형사수석부 부장
- 2004년 : 서울중앙지방법원 형사수석부 부장
- 2005년 8월 : 서울고등법원 수석부장판사
- 2005년 11월 : 인천지방법원 법원장
- 2006년 9월 ~ 2012년 9월 : 헌법재판소 재판관(대법원장 지명)
- 2011년 4월 : 아시아헌법재판소연합 의장직무대행
- 2013년 : 법무법인(유한) 로고스 상임고문변호사
- 2017년 : 롯데그룹 컴플라이언스위원장

## 일화
- 서울지방법원에서 부장판사로 재직할 때 국가보안법 위반 사건에서 편의제공과 국가기밀 누설에 대해 엄격한 법 해석 기준을 제시해 검.경의 무리한 기소를 견제하는 판결을 했다.[2]
- 이양호 (1937년) 전 국방부 장관에 대한 선고 공판에서 "필부의 우매함은 꾸짖을 수 있으나 공인의 실책은 역사의 죄악이자 범죄"라고 하면서 안보를 책임진 국방부 장관이 일개 무기 중개상에게 약점을 잡혀 기밀을 누출한 것에 대해 꾸짖었다.[3]
- 한총련 대학생들의 재판을 맡아 심리 과정에서 사실관계 확인보다 가족과 학교, 폭력시위 등에 대한 학생들의 의견을 묻는 토론식 방법을 도입할 목적으로 첫 공판이 열린 1997년 7월 29일에 16명의 대학생들에게 올바른 대학생의 자세, 우리 대학과 사회의 문제점, 한총련과 폭력 사용에 대한 자신의 입장, 올바른 시위문화에 대한 견해로 구성된 "고민이 있을 때 대화하는 상대방은 누구인가", "우리의 대학이 다양한 의견들을 수용하는 분위기라고 생각하는가", "우리 사회에 문제가 있다면 무엇이라고 생각하는가", "일반인들이 반대하는 시위를 무리하게 강행해야 하는 이유는?" 등 10문항의 질문과 함께 "폭력시위를 추방하고 건전한 시위 문화를 정착시키기 위한 대안을 제시하라"는 질문서 1부씩을  나눠주고 "답안을 작성하여 다음달 5일까지 제출하라"고 했다.[4]

## 주요 판결
- 서울지방법원 영등포지원에서 이영구 부장판사가 재판장을 했던 재판부의 배석 판사로 재직하던 1976년에 수업시간에 "후진국 일수록 1인정권이 오래간다"는 등의 발언을 하여 긴급조치 9호 위반으로 기소된 고등학교 교사에게 무죄를 선고했다.[5]
- 서울지방법원 북부지원 판사로 재직하던 1984년 4월 4일에 서울 노량진동 대성교회 목사를 비난하는 글을 게재했다가 법원으로부터 판매, 배포금지 가처분 결정을 받고도 다시 비방하여 출판물에 의한 명예훼손으로 기소된 월간 현대종교 발행인 탁명환에게 벌금 100만원을 선고했다.[6]
- 서울지방법원 형사합의21부 재판장으로 재직하던 1996년 6월 12일에 한솔제지 등 4개 업체로부터 5100만원의 뇌물을 받아 구속된 전 공정거래위원회 독점국장 이종화와 조선맥주로부터 뇌물을 받아 구속된 정책국장 정재호에 대해 특가법 뇌물죄를 적용하여 징역2년6월 추징금 5100만원과 징역 2년6월 집행유예3년 추징금 3천만원을 각각 선고하면서 같은 혐의로 구속된 전 공정거래위원회 행정사무관에 대해 징역2년6월 집행유예3년 추징금 2480만원을 선고했다.[7] 7월 9일에 장애인 고용 재활센터 부지 지정과 관련하여 3700만원 뇌물을 받은 전 한국장애인고용촉진공단 이사장에 대해 특가법 뇌물죄로 징역2년6월 집행유예3년 추징금 3700만원을 선고했다.[8] 8월 17일에 기업공개와 관련하여 3개 기업으로부터 6천만원을 받아 특정경제범죄 가중처벌법 수재로 구속된 전 증권감독원 부원장보와 전 부국장에게 각각 징역3년 집행유예4년과 징역2년6월 집행유예3년을 선고했다.[9] 10월 29일에 한총련 시위 사건으로 구속된 피고인 110명 가운데 51명에게 "법과 질서를 근본적으로 부정하는 무책임한 행동이 더 이상 통일의 염원으로 미화될 수 없다"며 불법과 폭력을 추방하고 건전한 시위문화 정착을 위해 엄벌에 처한다"며 징역3년~ 8월을 선고하면서 가담 정도가 경미한 59명에게 징역1년6월~1년 집행유예2년을 선고했다.[10] 11월 1일에 정신 장애인을 성폭행하여 구속된 16살 미성년자 2명에 대해 "성폭력법이 신체 장애인에 대한 처벌만 규정하고 있다"며 공소기각했다.[11] 12월 17일에 경전투 헬기사업에서 업체로부터 1억 5천만원의 뇌물을 받아 구속된 이양호 (1937년) 전 국방부 장관에게  특가법 뇌물죄를 적용하여 징역4년 1억 5천만원 몰수를 선고했다.[12] 1997년 1월 21일에 서울시 하수관 사업과 관련하여 시공업체에서 뇌물을 받아 기소된 서울시 전 하수국장에게 특가법 뇌물죄를 적용하여 징역2년6월 집행유예3년 추징금 1300만원을 선고하면서 전 하수계장에게 징역2년6월 집행유예3년 추징금 1500만원, 삼일공영 대표 등 시공업체 대표 5명에게 벌금 3천만~2천만원을 각각 선고했다.[13] 2월 11일에 술에 취한 상태에서 북한에 들어가 남한내 비전향 장기수 명단과 휴전선 지형, 지물 등을 알려줘  국가보안법 잠입.탈출죄, 국가기밀 누설 등으로 구속된 소설가 김하기에 대해 징역3년6월 자격정지3년을 선고했다.[14] 5월 8일에 골재 채취 허가권과 관련하여 건설업자로부터 4억원을 받아 구속된 전 한국수자원공사 사장에 대해 특가법 뇌물죄를 적용하여 징역5년 추징금 4억원을 선고했다.[15] 9월 23일에 관내 관급공사 시공업체들로부터 뇌물을 받아 특가법 위반(뇌물죄)으로 구속된 영등포구청장 김두기에게 징역2년6월 추징금 6600만원을 선고하면서 안양천 정비사업 등에서 4개 건설업체들로부터 5천만원을 받아 구청장에게 상납하여 불구속기소된 계약계장에게 징역2년6월 집행유예3년 추징금 5천만원, 뇌물을 건넨 건설업체 대표 2명에게 각각 징역1년 집행유예2년을 선고했다.[16] 1월 20일에 국내 경제동향과 관련한 전문 잡지를 북한 공작원에게 전달해 간첩 등으로 구속된 송유진에게 "일반인에 널리 알려진 공지의 사실이 아니거나 누설될 경우 국가에 위험을 초래할 위험이 있어야 국가기밀"이라며 "전문지라도 일반인이 신청하면 구독이 가능하기에 국가기밀에 해당되지 않는다"며 간첩 혐의에 대해 무죄, 회합.통신 등에 대해서만 징역2년6월을 선고했다. 1997년 7월에 변경된 국가기밀에 대한 대법원의 견해에 따른 판결이지만 대중매체가 아닌 간행물에 대해선 최초의 판결이다.[17] 1월 22일에  북한동포돕기운동 성금을 조총련 간부에게 송금하여 구속된 범민련 남쪽본부 의장 직무대행 이종린 등에게 "편의제공은 반국가단체의 목적 수행을 위한 활동을 돕는다는 인식이 필요하다"면서 "성금을 전달했을 뿐 적대행위를 도우려는 의도가 숨겨져 있다고 볼 수 없다"며 국가보안법 위반(편의제공)은 무죄라고 하면서 남북교류협력법 위반으로 징역1년을 선고했다.[18]

## 헌법재판관으로서 견해
- 2010년 사형에 대해 헌법재판관 5명이 합헌 의견을 낼 때 송두환과 함께 "사형대상 범죄를 줄이고 반인륜적이고 극악한 범죄로 한정해야 한다"는 보충의견을 덧붙였다.[19]